# Riorges
Riorges is een gemeente in het Franse departement Loire (regio Auvergne-Rhône-Alpes). De gemeente telde 11.034 inwoners op 1 januari 2022. De plaats maakt deel uit van het arrondissement Roanne.
Riorges is een voorstad van Roanne.

## Geschiedenis

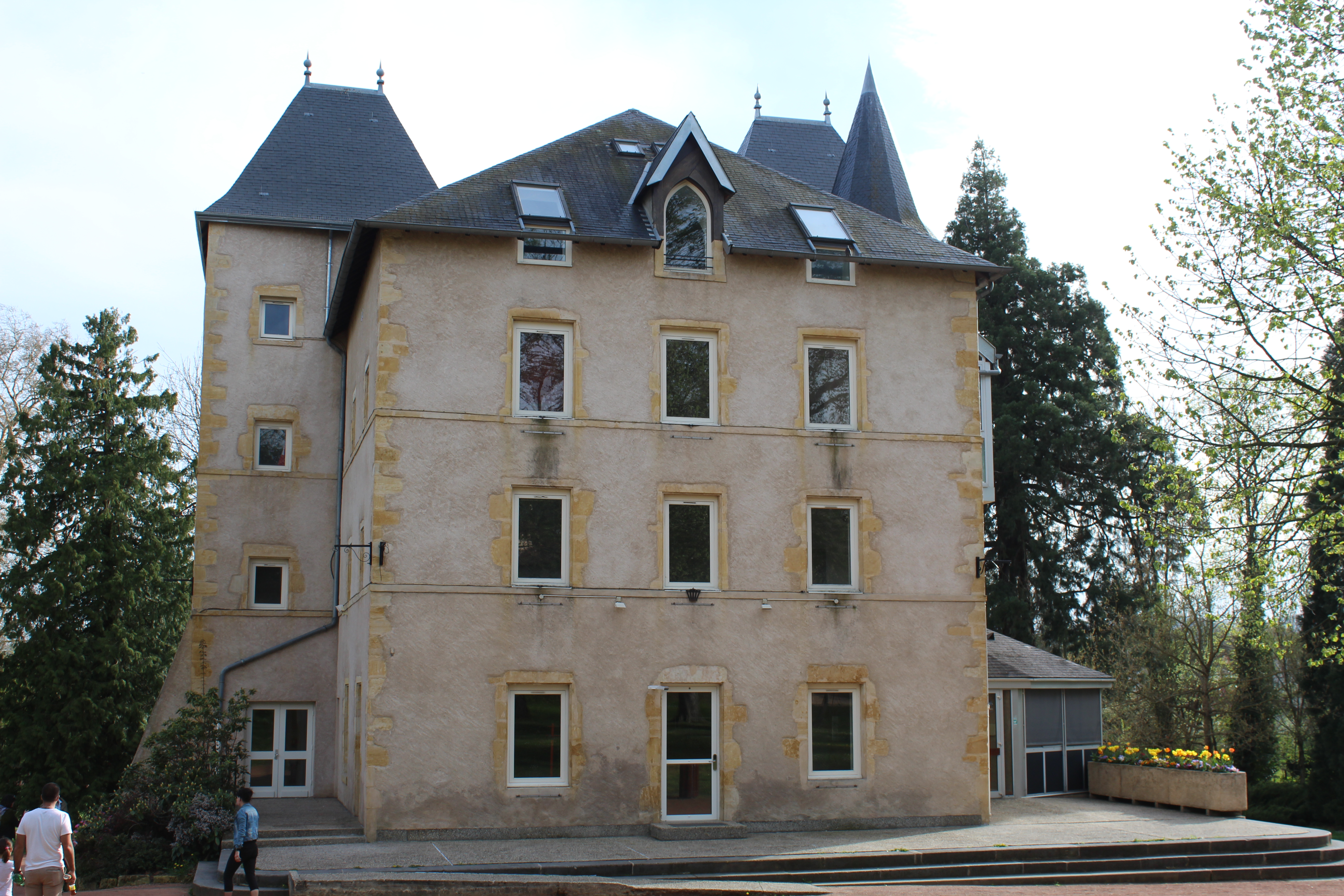
Château Beaulieu

Aan de oorsprong van de gemeente liggen twee priorijen gesticht in de 12e eeuw.

### Priorijen
In 1115 werd de priorij Beaulieu voor benedictinessen gesticht vanuit de Abdij van Fontevraud. Deze priorij bloeide tot de 16e eeuw maar kende daarna een sluimerend bestaan tot de Franse Revolutie. Bij de afschaffing van de priorij woonden er nog maar vijf religieuzen. Er kwamen achtereenvolgens een knopenfabriek en een kazerne in de voormalige priorij. De kloostergebouwen werden afgebroken en in de plaats kwam een kasteeltje, Château Beaulieu (1853). Het kasteel en zijn park werden aangekocht door de gemeente en vanaf 1984 gerestaureerd.

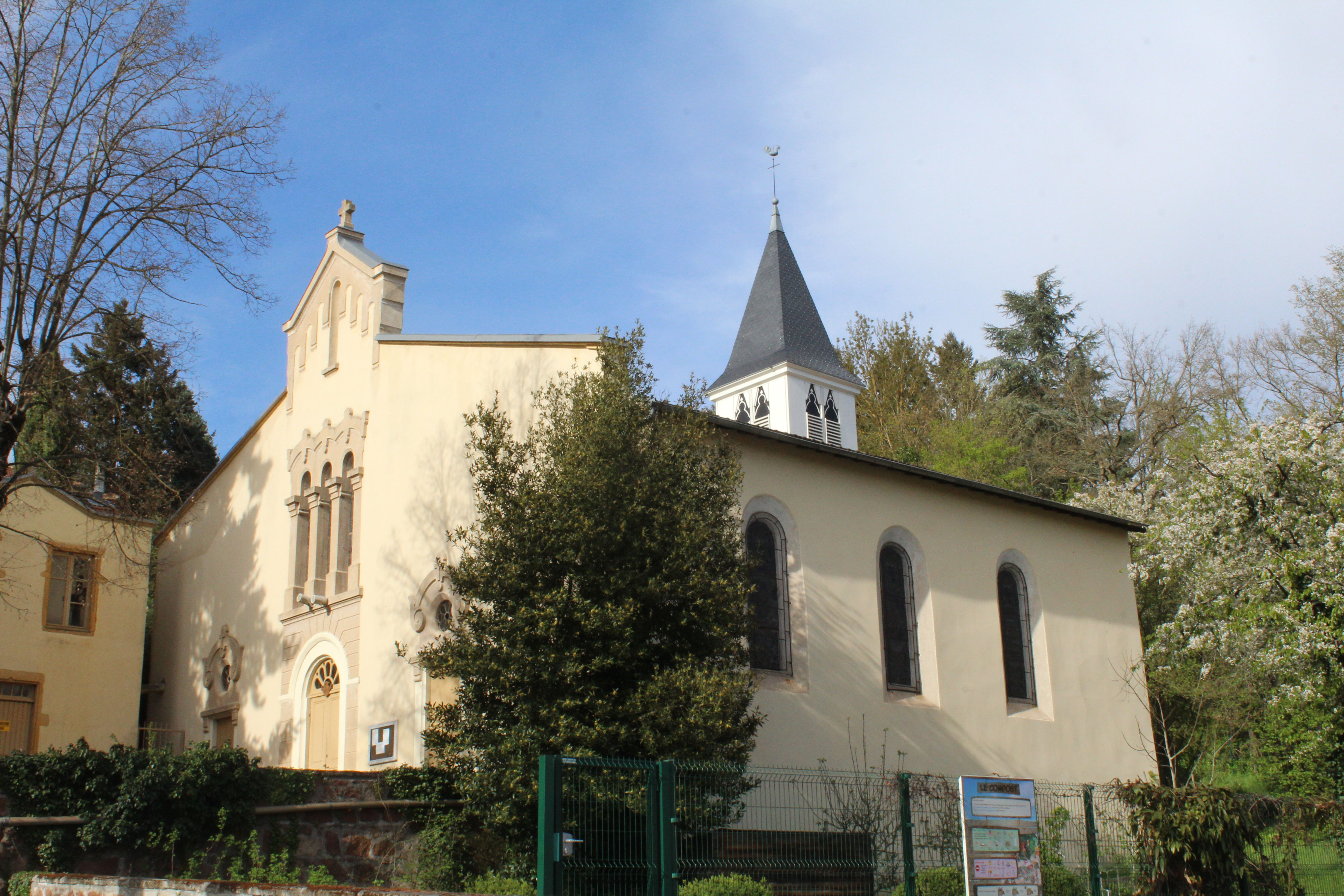
Kerk Saint-Martin

Een tweede priorij werd gesticht vanuit de benedictijner Abdij van Ainay. In de 17e eeuw werd ze omgevormd tot een jezuïetencollege. Rond deze priorij ontstond het dorp Riorges. De dorpskerk werd gebouwd in opdracht van de benedictijnen en was gewijd aan de heilige Laurentius, later aan de heilige Martinus. De kerk werd geplunderd tijdens de Hugenotenoorlogen en gebruikt als hooischuur na de Franse Revolutie. De kerk werd herbouwd in de 19e eeuw al bleef het oude koor bewaard.

### Moderne tijd
Na de Franse Revolutie werd Riorges een gemeente. In 1862 moest Riorges enkele oostelijke wijken afstaan aan de stad Roanne (Mulsant en delen van de wijken Les Marais en La Farge). In ruil kwam de wijk Pontet in het noorden en landbouwgebied in het zuiden bij de gemeente.
In 1914 werd de lijn Roanne – Boën geopend met eindstation in Riorges. In de gemeente was er al eerder een rangeerstation gebouwd. Daar kwamen later nog herstelplaatsen van de spoorwegen bij. De spoorwegen waren zo tot de jaren 1950 de belangrijkste werkgever in Riorges.

## Geografie
De oppervlakte van Riorges bedroeg op 1 januari 2022 15,51 vierkante kilometer; de bevolkingsdichtheid was toen 711,4 inwoners per km². De gemeente ligt in de vallei van de Renaisson, een zijrivier van de Loire. Verder stromen ook de Marclus en de Oudan door de gemeente.
De onderstaande kaart toont de ligging van Riorges met de belangrijkste infrastructuur en aangrenzende gemeenten.

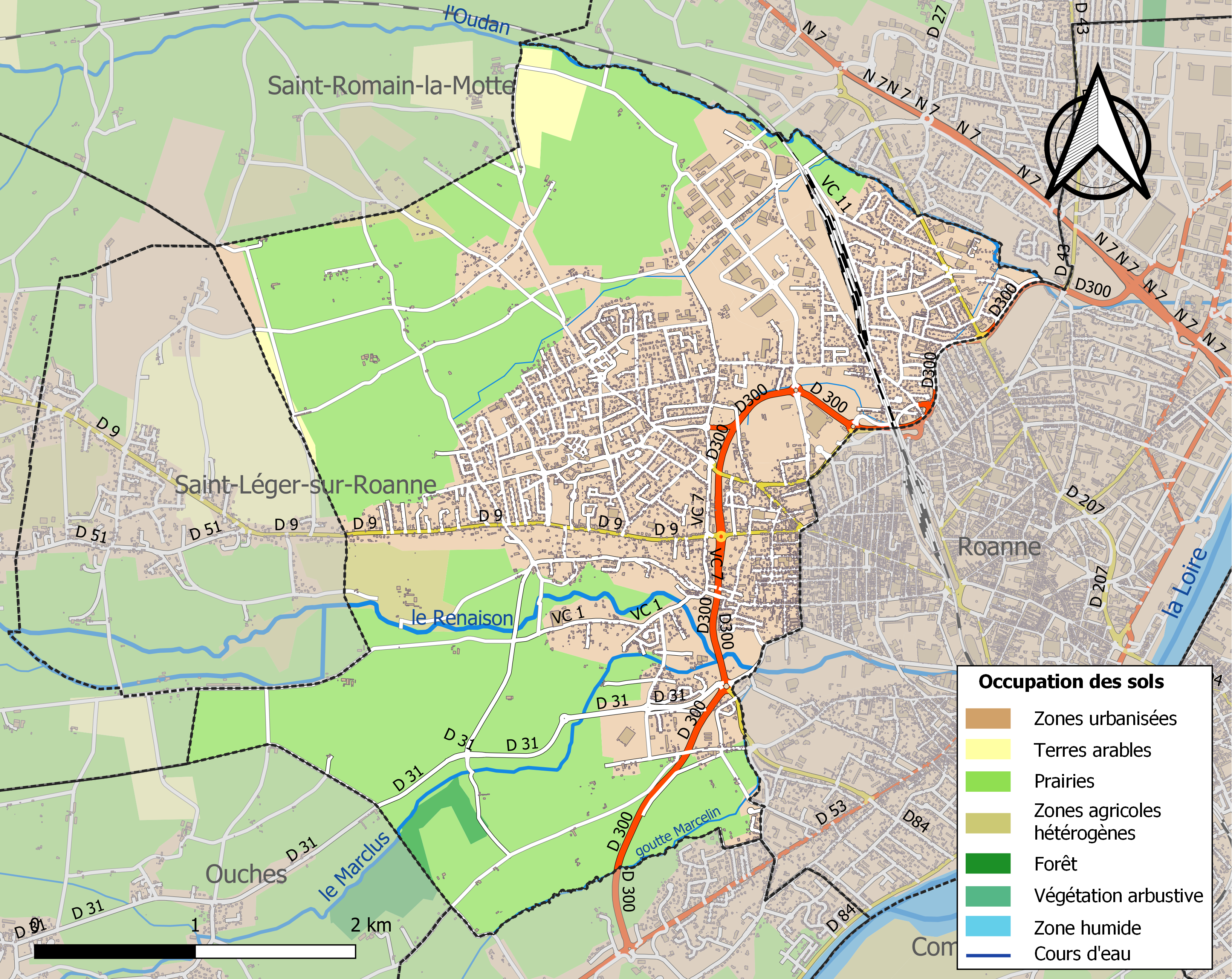

## Demografie
Onderstaande figuur toont het verloop van het inwonertal (bron: INSEE-tellingen).